# Goody’s 250
Das Goody’s 250 war ein Autorennen der NASCAR Busch Series auf dem Martinsville Speedway. Es wurde als Nachfolgerennen des Miller 500 und des Advance Auto 500 in der Saison 2006 erst- und zugleich letztmals ausgetragen. Das Goody’s 250 wurde in der Saison 2007 durch das NAPA Auto Parts 200 auf dem Circuit Gilles-Villeneuve ersetzt, welches in dieser Saison erstmals ausgetragen wurde.
Sieger der einzigen Ausgabe des Rennens wurde Kevin Harvick, der von Platz sechs ins Rennen gestartet war, vor Clint Bowyer, der von der Pole-Position gestartet war.

## Sieger
- 2006: Kevin Harvick